# Robert Nisbet Bain
Robert Nisbet Bain (* 1854; † Mai 1909) war ein britischer Historiker, Folklorist und Linguist, der dank seiner umfassenden Sprachkenntnisse Arbeiten zur skandinavischen und russischen Geschichte sowie Übersetzungen aus skandinavischen, slawischen und der ungarischen Sprache veröffentlichte.

## Leben
Neben seiner Arbeit in der Bibliothek des British Museums als Assistenzbibliothekar befasste er sich mit skandinavischer und slawischer Geschichte. Er übersetzte auch Märchen und Sagen  aus dem Ukrainischen, der Russischen Sprache und sogar der Ungarischen ins Englische. Die National Library of Scotland besitzt eine Sammlung von Briefen aus der Zeit von 1876 bis 1896. Seine Werke zur Schwedischen Geschichte des 18. Jahrhunderts und frühen Zaren erlebten viele Auflagen. Bedeutsam ist er außerdem als einer der ersten Biographen und Übersetzer Hans Christian Andersens. 
Bei seinen Übersetzungen ging er aufgrund seiner vielseitigen Sprachkenntnisse mit Hochachtung vor dem Original vor, scheute sich aber auch nicht, bei Exkursen gar ein Drittel wegzukürzen: 
„It is no light task to attempt to transplant a classic like «Egy Magyar Nábob». National tastes differ infinitely, and then there is the formidable initial difficulty of contending with a strange and baffling non-aryan language. Only those few hardy linguists who have learnt, in the sweat of their brows, to read a meaning into that miracle of agglutinative ingenuity, an Hungarian sentence, will be able to appreciate the immense labour of rendering some four hundred pages of a Magyar masterpiece of peculiarly idiomatic difficulty into fairly readable English. But my profound admiration for the illustrious Hungarian romancer, and my intimate conviction that, of all continental novelists, he is most likely to appeal to healthy English taste, which has ever preferred the humorous and romantic story to the «Tendenz-Roman», or novel with a purpose, have encouraged me to persevere to the end of my formidable task. I may add, in conclusion, that I have taken the liberty to cut out a good third of the original work, and this I have done advisedly, having always been very strongly of opinion that the «technique» of the original tale suffered from an excess of episode.“
Insbesondere in den Vereinigten Staaten waren seine Übersetzungen und historischen Schriften so populär, dass das The American Historical Review einen kurzen Nachruf beim Tod des 54-jährigen Bains veröffentlichte.

## Schriften
Geschichtswissenschaft
- Gustavus III. and his contemporaries 1746-1792. 2 Bände. Kegan Paul, Trench, Trübner, London 1894.
- The daughter of Peter the Great. A history of Russian diplomacy. Archibald Constable, Westminster 1899.
- Peter III. Emperor of Russian. The story of a crisis and a crime. Archibald Constable, London 1902.
- Scandinavia. A political history of Denmark, Norway and Sweden from 1513 to 1900. University Press, Cambridge 1905. Archive
- The last King of Poland and his contemporaries. Methuen, London 1909.
- Charles XII and the Collapse of the Swedish Empire 1682-1719., New York: Putnam´s 1895, Reprint  NA Kessinger. 2006, ISBN  1-4326-1903-9, Archive

Sagenkunde
- Russian Fairy Tales. 1892.
- Cossack Fairy Tales and Folk Tales. Lawrence and Bullen, London 1894.
- Turkish Fairy Tales and Folk Tales. 1896.
- Tales from Tolstoi. 1901.
- Tales from Gorky. 1902.

Übersetzungen
- Mór Jókai:
  - Egy Magyar Nábob. 1850. Englisch: A Hungarian Nabob. Doubleday, Page & Co., New York 1899.[4]
  - The Day of Wrath.
  - The Poor Plutocrats.
- Jonas Lauritz Idemil Lie:
  - Weird Tales from Northern Seas.[5]

## Einzelbelege
1. 1 2  The American Historical Review, Vol. 14, No. 4, Juli 1909, S. 864 (auf links.jstor.org)
2. ↑  Marus Jókai: A Hungarian Nabob. Übersetzt aus dem Ungarischen von Robert Nisbet Bain. Doubleday, Page & Co., New York 1899, Vorwort
3. ↑  Vier Übersetzungen Bains auf gutenberg.org
4. ↑  E-Text auf gutenberg.org
5. ↑  E-Text auf gutenberg.org

| Personendaten    | Personendaten                                  |
| ---------------- | ---------------------------------------------- |
| NAME             | Bain, Robert Nisbet                            |
| ALTERNATIVNAMEN  | Nisbet Bain, Robert                            |
| KURZBESCHREIBUNG | britischer Historiker, Folklorist und Linguist |
| GEBURTSDATUM     | 1854                                           |
| STERBEDATUM      | Mai 1909                                       |